# E429

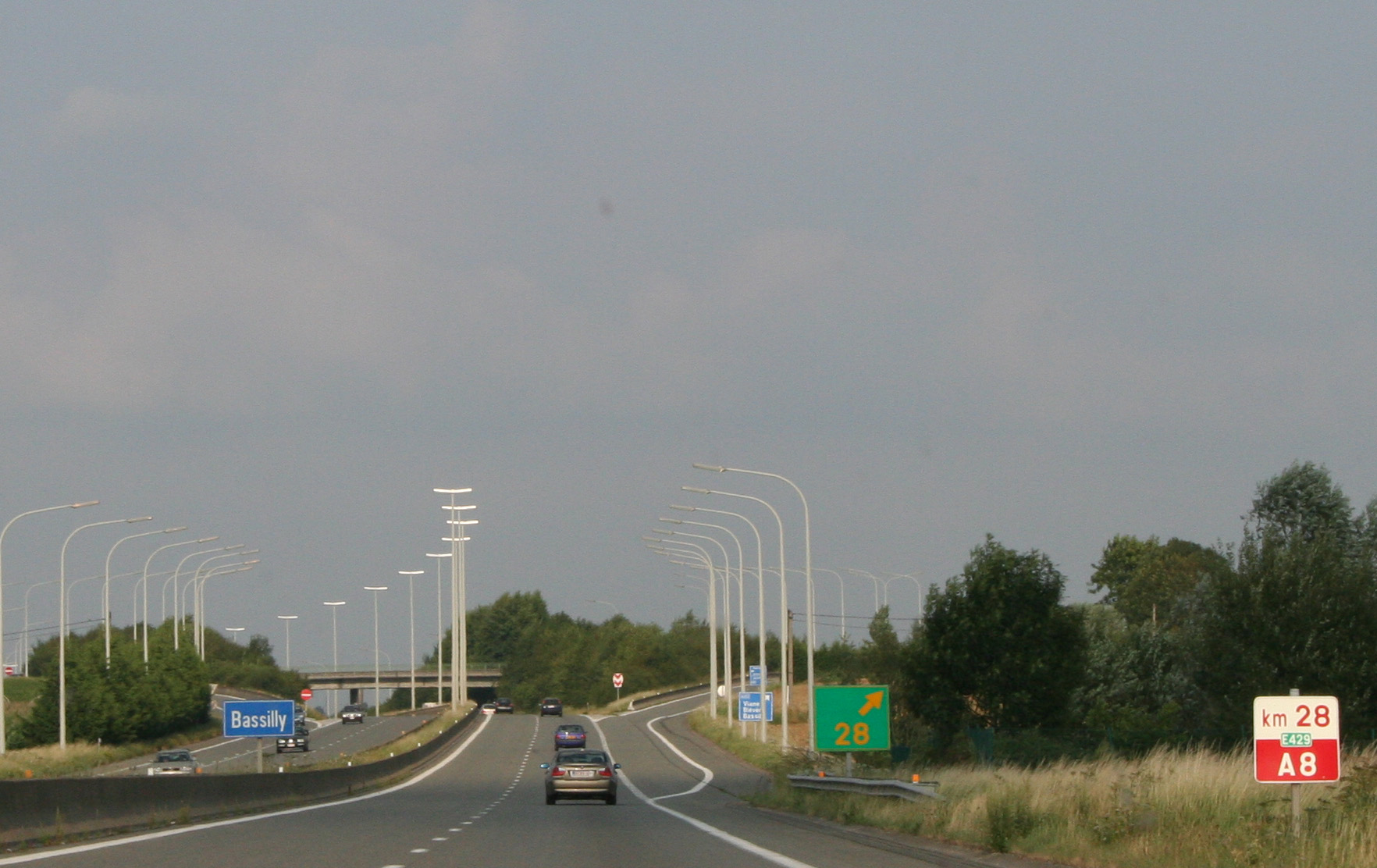
E429/A8 vid Bassilly 2 mil väster om Halle.

E429 är en 65 kilometer lång europaväg som endast går i Belgien. Den går sträckan Tournai - Halle och ansluter till E42 och E19. Den följer i hela sin sträckning den belgiska motorvägen A8.
A8 är en motorväg som går mellan Halle och gränsen till Frankrike.